# سیارک ۲۵۵۱۱
سیارک ۲۵۵۱۱ (به انگلیسی: 25511 Annlipinsky، نامگذاری:1999XM97) بیست و پنج هزار و پانصد و یازدهمین سیارک کشف شده‌است که در ۷ دسامبر ۱۹۹۹ کشف شد.
قدر مطلق سیارک برابر ۱۳.۵ است.